# Oswald Schmiedeberg

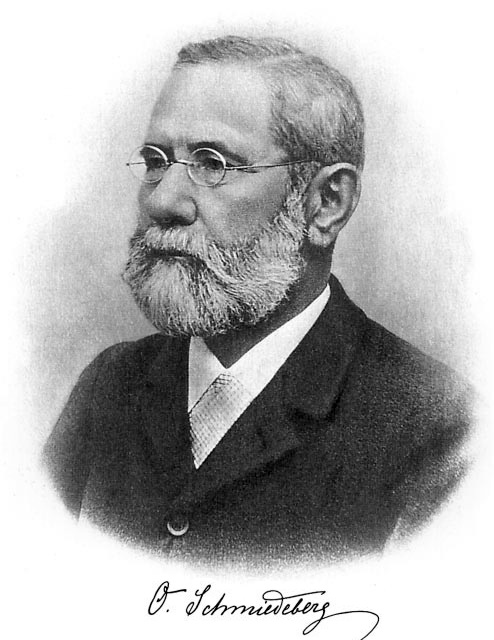
Oswald Schmiedeberg (1908)

Oswald Schmiedeberg (* 29. Septemberjul. / 11. Oktober 1838greg. auf Gut Laidsen bei Talsen (Talsi) in Kurland, damals zu Russland gehörend, heute zu Lettland; † 12. Juli 1921 in Baden-Baden) war ein deutsch-baltischer Pharmakologe. Mit seinem akademischen Lehrer Rudolf Buchheim (1820–1879) begründete er die Pharmakologie als selbständiges medizinisch-biologisches Fach.

## Leben
Schmiedeberg war Sohn eines Försters.
Er verbrachte seine Kindheit in Dorpat, dem heutigen Tartu, in Estland. Dort besuchte er das humanistische Gymnasium und studierte anschließend Medizin an der Kaiserlichen Universität Dorpat. Zu seinen Lehrern gehörten der Biochemiker Carl Schmidt (1822–1894), der im Magensaft die Salzsäure entdeckte, der Anatom und Physiologe Friedrich Heinrich Bidder (1810–1894) und der Anatom Karl Wilhelm von Kupffer (1829–1902), Namensgeber der Kupffer-Sternzellen in der Leber. Seine Dissertation fertigte er bei dem seit 1847 in Dorpat wirkenden Pharmakologen Rudolf Buchheim an: Über die quantitative Bestimmung des Chloroforms im Blute und sein Verhalten gegen dasselbe. 1866 wurde er zum Dr. med. promoviert, dann Assistent bei Buchheim, 1868 Privatdozent, schließlich, als Buchheim 1869 an die Universität Gießen wechselte, dessen Nachfolger auf dem Lehrstuhl für Pharmakologie, Diätetik und Geschichte der Medizin in Dorpat. Im selben Jahr kam der Internist Bernhard Naunyn (1839–1925) von Berlin nach Dorpat, der Schmiedebergs lebenslanger Freund wurde, und 1871 nach Bern und 1872 schließlich nach Königsberg (Preußen) ging. Schmiedeberg verbrachte gleich nach seiner Lehrstuhlübernahme ein Jahr bei Carl Friedrich Wilhelm Ludwig (1816–1895) in Leipzig, um seine experimentellen Fertigkeiten zu vervollkommnen. Er traf dort den Pharmakologen Rudolf Boehm (1844–1926) und den Biochemiker und Physiologen Friedrich Miescher (1844–1895), mit denen ihn ebenfalls lebenslange Freundschaft verbinden sollte. 1872 wurde er an die nach dem Deutsch-Französischen Krieg 1870–1871 in Straßburg als der Hauptstadt des neuen Reichslandes Elsaß–Lothringen gegründete Kaiser-Wilhelm-Universität berufen. Sein Labor war zunächst beengt in der alten Faculté de Médecine am Spitalplatz untergebracht, Place de l’Hôpital, bezog aber 1887 ein neues großzügiges Gebäude, von Schmiedeberg in Zusammenarbeit mit dem Architekten Otto Warth (1845–1918) geplant. Die Universität sollte nach ihren Gründern das werden, was man heutzutage eine „Eliteuniversität“ nennt. Berühmte Mediziner wurden gleichzeitig mit Schmiedeberg berufen, darunter der Anatom Heinrich Wilhelm Waldeyer (1836–1921), nach dem der lymphatische Rachenring benannt ist, der Physiologe Friedrich Goltz (1834–1902), Felix Hoppe-Seyler (1825–1895), einer der Gründer des Fachs Biochemie und Gründer der Zeitschrift für physiologische Chemie, später Hoppe-Seylers Zeitschrift für physiologische Chemie, und der Pathologe Friedrich Daniel von Recklinghausen (1833–1910), Namensgeber der Osteodystrophia fibrosa generalisata cystica, einer Manifestation des Hyperparathyreoidismus, und der Neurofibromatose Typ 1. Schmiedeberg war der jüngste von ihnen. 1888 kam Naunyn von Königsberg nach Straßburg, und die beiden wirkten an derselben Universität bis zu Naunyns Emeritierung 1904.

Pharmakologisches Institut Straßburg (1887)

Schmiedeberg blieb 46 Jahre lang Lehrstuhlinhaber in Straßburg, nämlich bis zum Ende des Ersten Weltkriegs. Er war der einzige der 1872 Berufenen, der 1918 noch im Amt war. Nun musste der 80-jährige Straßburg verlassen, wie alle Deutschen, die nach 1870 ins Elsass gekommen waren. Sein gesamtes Vermögen wurde von den Franzosen konfisziert.
Eine Anekdote dazu hat Albert Schweitzer (1875–1965) überliefert, der in Straßburg nach Theologie und Philosophie auch Medizin studiert hatte und für den Schmiedeberg „der bekannte Erforscher der Digitalissubstanzen“ war: „Nach Jahren sollte ich Gelegenheit finden, dem von mir verehrten Schmiedeberg einen Dienst zu erweisen. Als ich im Frühjahr 1919 zufällig am Bahnhof Straßburg-Neudorf vorbeiging, von dem aus eben ausgewiesene Deutsche mit der Bahn abtransportiert werden sollten, sah ich den lieben Alten unter ihnen stehen. Auf meine Frage, ob ich ihm bei der Rettung seiner Möbel behilflich sein könne – er hatte sie, wie die anderen auch, zurücklassen müssen –, zeigte er mir ein in Zeitungspapier eingewickeltes Bündel, das er im Arme hielt. Es war seine letzte Arbeit über Digitalin. Da alles, was die Ausgewiesenen bei sich und auf sich hatten, im Bahnhof von französischen Unteroffizieren streng kontrolliert wurde und er Angst hatte, daß man ihm die Mitnahme des umfangreichen Manuskripts vielleicht nicht gestatten würde, nahm ich es ihm ab und ließ es ihm später durch sichere Gelegenheit nach Baden-Baden zugehen, wo er bei Freunden Unterkunft gefunden hatte. Nicht lange, nachdem es im Druck erschienen war, starb er.“
Der Freund in Baden-Baden war Naunyn, der seit seiner Emeritierung dort lebte. Die beiden wurden Nachbarn in der Baden-Badener Waldstraße, heute August-Schriever-Weg. Schmiedeberg starb 1921, Naunyn 1925.

## Forschung
Schmiedebergs Publikationen bis 1907 sind in einem ihm zum 70. Geburtstag 1908 als Festschrift gewidmeten Supplement-Band des Archivs für experimentelle Pathologie und Pharmakologie aufgeführt, spätere in der Würdigung „Schmiedebergs Werk“ seines Schülers Hans Horst Meyer (1853–1939). Die meisten Publikationen sind im Archiv für experimentelle Pathologie und Pharmakologie erschienen und in einer Geschichte dieser Zeitschrift besprochen.

### Herzglykoside
Die Herzglykoside, die „Digitalissubstanzen“ Albert Schweitzers, waren einer von Schmiedebergs Forschungsschwerpunkten. 1874 hat er, französischen Forschern folgend, aus Rotem Fingerhut, in den Vogesen gesammelt, das von ihm so genannte Digitoxin isoliert. Sein Mitarbeiter Robert Koppe hat damit einen berühmten Selbstversuch gemacht, der zu einer schweren Vergiftung führte, unter anderem zu der typischen, Pulsus bigeminus (Zwillingspuls) genannten Herzrhythmusstörung. Sie ist in Koppes Publikation zum ersten Mal dokumentiert, und zwar durch Registrierung des Pulses am Handgelenk, nicht wie heute üblich durch Elektrokardiographie (Bild). Arthur Robertson Cushny (1866–1926), der drei Jahre lang bei Schmiedeberg in Straßburg gearbeitet hatte und inzwischen Professor für Pharmakologie an der Universität Edinburgh war, nannte 1925 in seiner Digitalis-Monographie Koppes Aufsatz „the best description of severe digitalis poisoning in a normal person“ und übersetzte ihn ins Englische.

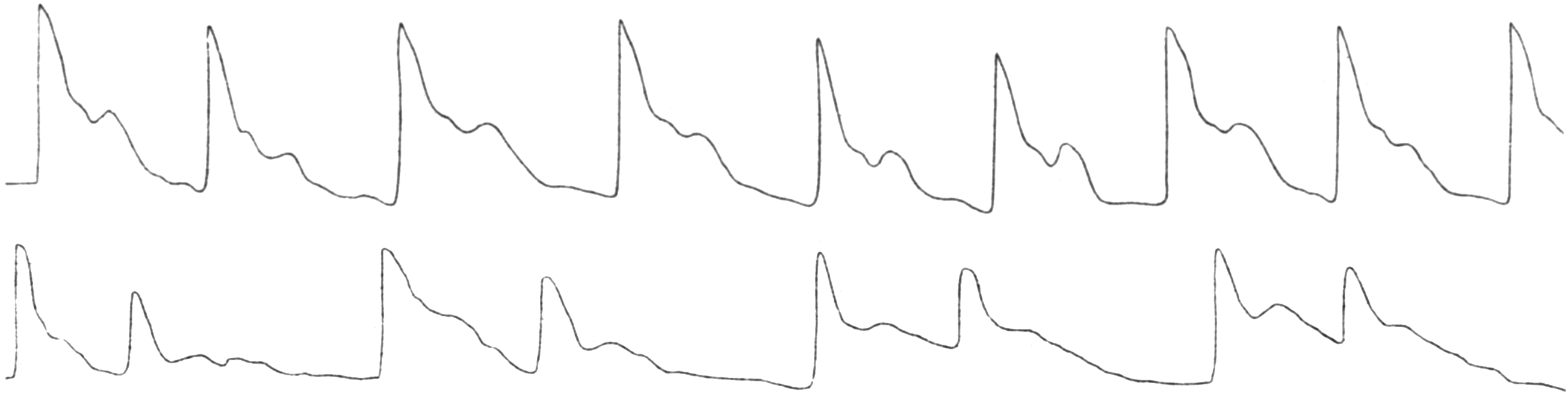
Robert Koppes Selbstversuch. Oben der normale Puls vor, unten Pulsus bigeminus nach 3,5 mg Digitoxin.

Später hat Schmiedeberg alle ihm bekannten Digitalis-ähnlichen Stoffe – 19 an der Zahl, darunter das Strophanthin und Inhaltsstoffe des Oleanders, der Nieswurz und des Maiglöckchens – in e i n e pharmakologischen Gruppe platziert, die er Digitalingruppe nannte. Cushny sprach von einer „masterly analysis“ und der Tuberkulosearzt und Herzglykosid-Forscher Albert Fraenkel (Mediziner, 1864) von „dem großen Wurfe Schmiedebergs, als er das Strophanthin und alle anderen Glykoside von der gleichen Grundwirkung in die Gruppe der Digitaliskörper zusammenfaßte.“ „Schmiedebergs chemische, durch die pharmakologische Prüfung schrittweise geleitete Untersuchung der Digitalisbestandteile lieferte die erste wichtige und bis heute noch in ihren wesentlichen Teilen gültige Grundlage der überaus schwierigen Digitalischemie, auf der alle späteren Untersucher aufgebaut haben.“

### Muscarin und Nicotin
Das Gift des Fliegenpilzes, Amanita muscaria, war bis 1869 unbekannt. In diesem Jahr erschien eine 111 Seiten umfassende Monographie von Schmiedeberg und dem Assistenzarzt Richard Koppe Das Muscarin – das giftige Alkaloid des Fliegenpilzes (Agaricus muscarius L.). Der Beitrag Schmiedebergs und der (geringere) Beitrag Koppes werden im Vorwort differenziert. Die Autoren haben das Gift aus Pilzen, gesammelt in der Umgebung von Dorpat, isoliert, seine pharmakologischen Wirkungen beschrieben, ihm den Namen Muscarin gegeben und die antagonistische Wirkung von Atropin gefunden. Es war eine Arbeit von größter Bedeutung. Sie hat schließlich zur Entdeckung der chemischen Informationsübertragung in Synapsen durch Otto Loewi (1873–1961) geführt. Eine der beiden Gruppen von Rezeptoren, über die der von Loewi identifizierte Neurotransmitter Acetylcholin wirkt, sind die Muscarinrezeptoren. Der Antagonismus Atropin gegen Muscarin wurde der Prototyp der Konkurrenz zweier Wirkstoffe um einen und denselben Rezeptor. Schließlich, wie Schmiedeberg und Koppe schreiben: „Diese Wirkungen bieten nicht nur ein hohes wissenschaftliches, sondern auch ein praktisches Interesse dar, da ihr Studium dazu geführt hat, gegen das Gift des Fliegenpilzes in dem Atropin ein physiologisches Antidot im wahren Sinne des Wortes kennen zu lernen, das bei zufälligen Vergiftungen mit dieser weit verbreiteten Pilzspecies die Gefahren in hohem Grade zu verringern, wahrscheinlich sogar ganz zu beseitigen im Stande sein wird.“
Im Anschluss an das Muscarin hat Schmiedeberg das Nicotin untersucht, zunächst in Dorpat, dann in Carl Ludwigs Labor in Leipzig. Nicotin unterdrückte die Hemmwirkung des Nervus vagus auf das Herz, und Schmiedeberg deutete das korrekt durch eine Lähmung „gangliöser Elemente“ im Verlauf der Vagusbahn, in heutiger Terminologie Ganglienblockade. Es war ein Schritt hin zur Nutzung des Nicotins für die Analyse der Schaltstellen im vegetativen Nervensystem durch John Newport Langley (1852–1925).

### Schlafmittel
Schmiedebergs Dissertation hatte sich mit dem Narkosemittel Chloroform beschäftigt. Eine Arbeit aus dem Jahr 1886 setzte dieses Thema fort. Schmiedeberg ging davon aus, dass Alkohole generell schlaffördernd-narkotisch wirkten und die Atmung dämpften, Ammoniak dagegen die Atmung stimulierte. Er vermutete, dass solche Atomgruppierungen bei chemischer Kombination – speziell bei den Carbamidsäureestern wie dem Urethan – ihre pharmakologischen Wirkungen beibehalten könnten. In der Tat erwies sich Urethan (NH2-CO-O-C2H5) als ein Schlaf- und Narkosemittel, das die Atmung sogar anregte: „Diese Wirkung ist auf die NH2-Gruppe des Urethans zu beziehen, die also in der That auch in dieser Verbindung ihren Charakter beibehält.“ Die Arbeit ist aus drei Gründen bemerkenswert. Erstens zeigt sie den pharmakologischen und pharmazeutischen Grundgedanken, die biologische Wirkung von Pharmaka auf ihre chemische Struktur zurückzuführen. Zweitens beschrieb sie ein neues – heute allerdings höchstens noch bei Tierversuchen benutztes – Narkosemittel. Drittens eröffnete sie die lange Reihe vorgeblich immer besser verträglicher stickstoffhaltiger Schlafmittel wie Bromisoval, die Barbiturate, Glutethimid und die Benzodiazepine.

### Fremdstoffmetabolismus
Die Umwandlung der Benzoesäure in Hippursäure war in den 1840er Jahren als erste Fremdstoffmetabolismus-Reaktion entdeckt worden. Bunge und Schmiedeberg wiesen 1877 nach, dass die Reaktion beim Hund in der Niere stattfindet. Sie benutzten dabei unter anderem aus dem Körper entnommene und dann mit defibriniertem (von Fibrinogen befreitem) Blut durchströmte Nieren – eine neue Methode. Sie war für die Zukunft noch wichtiger als die Identifizierung des Bildungsortes der Hippursäure: „Dass mit Hilfe der Durchleitungsversuche an der ausgeschnittenen Niere noch eine Reihe anderer, wichtiger Fragen über Vorgänge des Stoffwechsels im Thierkörper, insbesondere über den Ort der Harnstoffbildung … sich könnte entscheiden lassen, brauchen wir wohl kaum hervorzuheben.“ Den Ort der Harnstoffsynthese hat später Schmiedebergs Schüler Waldemar von Schroeder (1850–1898) geklärt (s. u.).
Bei einer Untersuchung über den Kampfer haben Schmiedeberg und Hans Horst Meyer die Glukuronsäure entdeckt, den wichtigsten körpereigenen Kopplungspartner für Fremdstoffe. Mehr noch: sie haben zugleich gefunden, dass der Kopplung mit Glukuronsäure eine Hydroxylierung vorangeht, und haben damit die für den Umgang der Tiere mit Fremdstoffen grundlegende Abfolge Phase-I-Reaktion → Phase-II-Reaktion erkannt.

### Physiologische Chemie
„In erster Linie … betrachtete Schmiedeberg sich als bahnbrechenden Vorkämpfer und Vorarbeiter der Pharmakologie. … Schmiedebergs innerste persönliche Neigung gehörte aber doch nicht so sehr der experimentellpharmakologischen als der physiologischen, insbesondere der physiologisch- und pathologisch-chemischen Forschung; und ihr verdankt die Wissenschaft die reichen Früchte seiner tiefgründigen Arbeiten über den normalen und den pathologisch oder pharmakologisch veränderten Stoffwechsel und den Chemismus der Gewebe.“
Aus diesem Bereich ist der Beitrag von Schmiedeberg und seinen Mitarbeitern zur Frage der Bildung des Harnstoffs zu nennen, nach Naunyn „eine der wichtigsten Leistungen seiner Schule“. Bereits in Dorpat hatte Schmiedeberg beobachtet, dass der saure Harn von Fleischfressern selbst nach reichlicher Zufuhr von Ammoniumcarbonat oder Ammoniumacetat keine alkalische Reaktion annahm, und hatte vermutet, das Ammonium gehe in Harnstoff über. Versuche in Straßburg bestätigten das, und Waldemar von Schroeder zeigte schließlich, zum Teil durch Versuche an ausgeschnittenen, mit defibriniertem Blut durchströmten Organen, dass die Harnstoffsynthese in der Leber stattfand. Auf diesen Vorarbeiten des 19. Jahrhunderts baute 1932 die Entdeckung des Harnstoffzyklus auf, für die Hans Adolf Krebs (1900–1981) 1953 den Nobelpreis für Physiologie oder Medizin erhielt. Auch die Kenntnis der für den Säure-Basen-Haushalt wichtigen Verminderung der Bildung von Harnstoff in der Leber zugunsten einer Vermehrung der Bildung von Ammoniak in der Niere bei Acidose geht auf Experimente in Schmiedebergs Labor in Straßburg zurück.
Von Schmiedeberg stammt die erste chemische Bestimmung der eiweißfreien Grundsubstanz des Knorpels. Er nannte die Grundsubstanz Chondroitinschwefelsäure und zeigte, dass Chondroitin aus Glucuronsäure, Glucosamin (ein Irrtum, es ist Galaktosamin) und Essigsäure besteht. So hatte er seine Glucuronsäure auch außerhalb der Pharmakologie als normalen Körperbaustein wiedergefunden.

## Die Entstehung der Pharmakologie
Rudolf Buchheim hatte in Dorpat damit begonnen, die Wechselwirkung von Pharmaka – Arzneistoffen wie Giften – mit Lebewesen systematisch physikalisch-chemisch-biologisch zu untersuchen. Sein Ziel war, diese Wechselwirkungen als Ursache-Wirkungs-Ketten zu verstehen und das Verstehen dem Menschen nutzbar zu machen. Dafür richtete er in Dorpat der Welt erstes pharmakologisches Forschungsinstitut ein, betreute dort etwa 90 Doktoranden und verbreitete seine Gedanken in Aufsätzen und Büchern.
Möglicherweise jedoch wäre Buchheims Initiative folgenlos geblieben, wäre nicht einer seiner Doktoranden selbst Pharmakologe geworden, ein genialer: Oswald Schmiedeberg. Mit dessen eigenen Forschungen und denen seiner etwa 120 Straßburger Schüler aus 20 Ländern strahlte die Pharmakologie weltweit aus.

### Medien
Wichtig dafür wurden – nächst den Lehrer-Schüler-Verhältnissen – Schmiedebergs Zeitschrift, sein Lehrbuch und ein populärwissenschaftliches Buch.
Mit seinem Freund Bernhard Naunyn und dem Pathologen und Bakteriologen Edwin Klebs (1834–1913) gründete Schmiedeberg das Archiv für experimentelle Pathologie und Pharmakologie, ein Unternehmen, „das für die Entwicklung der theoretischen Medizin in Deutschland von größter Bedeutung werden sollte. Durch die Vereinigung der Herausgeber und durch den Titel der Zeitschrift wurde die enge Beziehung der Pharmakologie zur Pathologie ausgedrückt, indem beide Wissenschaften sich in die gemeinsame Aufgabe zu teilen haben, die Lebensvorgänge unter abnormen Bedingungen zu erforschen und zu beherrschen. … Da für die Sammlung pharmakologischer Forschungen das Archiv lange Zeit das einzige war und bis zur Stunde noch eines der bedeutendsten geblieben ist, so war und ist auch der größere Anteil an den darin gebrachten Veröffentlichungen pharmakologisch und rechtfertigt in diesem Sinne die oft gebrauchte kurze Bezeichnung als ‚Schmiedebergs Archiv‘.“ 1873 erschien der erste Band. Als Naunyn-Schmiedeberg’s Archives of Pharmacology existiert die Zeitschrift bis heute.
1883 erschien die erste Auflage von Schmiedebergs Grundriss der Arzneimittellehre, in späteren Auflagen Grundriss der Pharmakologie in Bezug auf Arzneimittellehre und Toxikologie. In der Einleitung stellt Schmiedeberg sein Fach zwischen die Schwesterwissenschaften:

„Die Thierphysiologie hat es mit dem Leben unter gewöhnlichen, daher normalen Verhältnissen, die Pathologie mit solchen Lebenserscheinungen zu thun, die unter aussergewöhnlichen oder abnormen Bedingungen der verschiedensten Art auftreten. Die Pharmakologie vermittelt die Kenntniss von der Gestaltung und dem Ablauf der Lebensvorgänge unter dem Einfluss der Gifte. Es handelt sich bei dieser Eintheilung, wie bei verwandten Wissenszweigen überhaupt, im Grunde bloss um eine Arbeitstheilung. Für das Endresultat ist es gleichgültig, ob schliesslich die Pathologie in die Pharmakologie aufgeht oder umgekehrt und ob dann beide mit der Physiologie zu einer einheitlichen Lebenslehre zusammenfliessen.“

Das Buch wurde laut Hans Horst Meyer in die meisten Kultursprachen übersetzt.
An eine breitere Öffentlichkeit wandte sich Schmiedeberg mit seinem Buch Arzneimittel und Genußmittel. Das Interesse für solche Substanzen sei „auch in den weiteren Kreisen der Gebildeten kein geringes“. Doch seien die Ansichten über die Art und Weise, wie der heilsame Einfluss dieser Mittel zustande komme, weder klar noch zutreffend. Dem will das Buch abhelfen.

### Die Schmiedeberg-Schule
Einen Eindruck von Schmiedebergs Ausstrahlung vermittelt der 1908 erschienene Supplementband des Archivs für experimentelle Pathologie und Pharmakologie. Die 59 Beiträge stammen von folgenden – alphabetisch gelisteten – Autoren, mit den Städten, in denen sie wirkten (damalige Schreibweise) und gegebenenfalls ihrem ersten Pharmakologie-Lehrstuhl im (damaligen) deutschen Sprachbereich:
| Autoren                               | Stadt                  | Erster Lehrstuhl in    |
| ------------------------------------- | ---------------------- | ---------------------- |
| John J. Abel und William W. Ford      | Baltimore, USA         |                        |
| Manfredi Albanese                     | Pavia                  |                        |
| Pietro Albertoni und Felix Rossi      | Bologna                |                        |
| Carl L. Alsberg                       | Boston, USA            |                        |
| Alessandro Baldoni                    | Roma                   |                        |
| A. Benedicenti                        | Messina                |                        |
| Albrecht Bethe                        | Straßburg              |                        |
| Johannes Bock                         | Kopenhagen             |                        |
| J. Theodore Cash                      | Aberdeen               |                        |
| Vincenzo Cervello                     | Palermo                |                        |
| H. Chiari                             | Straßburg              |                        |
| M. Cloetta                            | Zürich                 | Zürich                 |
| Arthur R. Cushny                      | London                 |                        |
| H. Dreser                             | Elberfeld              |                        |
| Alexander Ellinger                    | Königsberg             | Königsberg             |
| J. Rich. Ewald                        | Straßburg              |                        |
| Edwin Stanton Faust                   | Würzburg               | Würzburg               |
| W. Fornet und W. Heubner              | Straßburg und Berlin   | Heubner: Göttingen     |
| Sigmund Fraenkel                      | Wien                   |                        |
| A. Fränkel und G. Schwartz            | Badenweiler und Colmar |                        |
| E. Friedmann und H. Mandel            | Berlin                 |                        |
| Hermann Fühner                        | Neapel                 | Königsberg             |
| O. v. Fürth und M. Friedmann          | Wien                   |                        |
| Gaetano Gaglio                        | Roma                   |                        |
| D. Gerhardt                           | Basel                  |                        |
| R. Gottlieb und A. v.d. Eeckhout      | Heidelberg             | Gottlieb: Heidelberg   |
| Erich Harnack und Hermann Hildebrandt | Halle (Saale)          | Harnack: Halle (Saale) |
| A. Heffter                            | Marburg und Berlin     | Bern                   |
| Dionys Hellin                         | Warschau               |                        |

| Autoren                       | Stadt                   | Erster Lehrstuhl in               |
| ----------------------------- | ----------------------- | --------------------------------- |
| W. Heubner und M. Reeb        | Straßburg               |                                   |
| F. Hofmeister                 |                         | Prag                              |
| Igersheimer                   | Heidelberg              |                                   |
| C. Jacobj und Golowinski      | Göttingen               | Jacobj: Göttingen                 |
| M. Jaffé                      | Königsberg              |                                   |
| A. Jaquet                     | Basel                   | Basel                             |
| N.P. Krakow                   | St. Petersburg          |                                   |
| J.B. Leathes                  | London                  |                                   |
| L. Lewin                      | Berlin                  |                                   |
| W. Lindemann                  | Kiew                    |                                   |
| Otto Loewi und Hans Meyer     | Wien                    | Loewi: Graz; Meyer: Dorpat        |
| Riccardo Luzzatto             | Camerino                |                                   |
| P. Marfori                    | Padova                  |                                   |
| C.R. Marshall                 | St. Andrews, Schottland |                                   |
| O. Minkowski                  | Greifswald              |                                   |
| K. Morishima und J. Fujitani  | Kyoto, Japan            |                                   |
| Ugolino Mosso                 | Genova                  |                                   |
| Paul Pellacani                | Bologna                 |                                   |
| Julius Pohl                   | Prag                    | Prag, Karl-Ferdinands-Universität |
| L. Popielski                  | Lemberg                 |                                   |
| E. Poulsson                   | Christiania             |                                   |
| C. Raimondi                   | Siena                   |                                   |
| L. Riess                      | Berlin                  |                                   |
| C.G. Santesson                | Stockholm               |                                   |
| Ed. Schaer                    | Straßburg               |                                   |
| F. Siegert                    | Köln                    |                                   |
| A. von Siewert und W. Heubner | Berlin                  |                                   |
| K. Spiro                      | Straßburg               |                                   |
| S. Weil                       |                         |                                   |
| N. van Westenrijk             | Petersburg              |                                   |

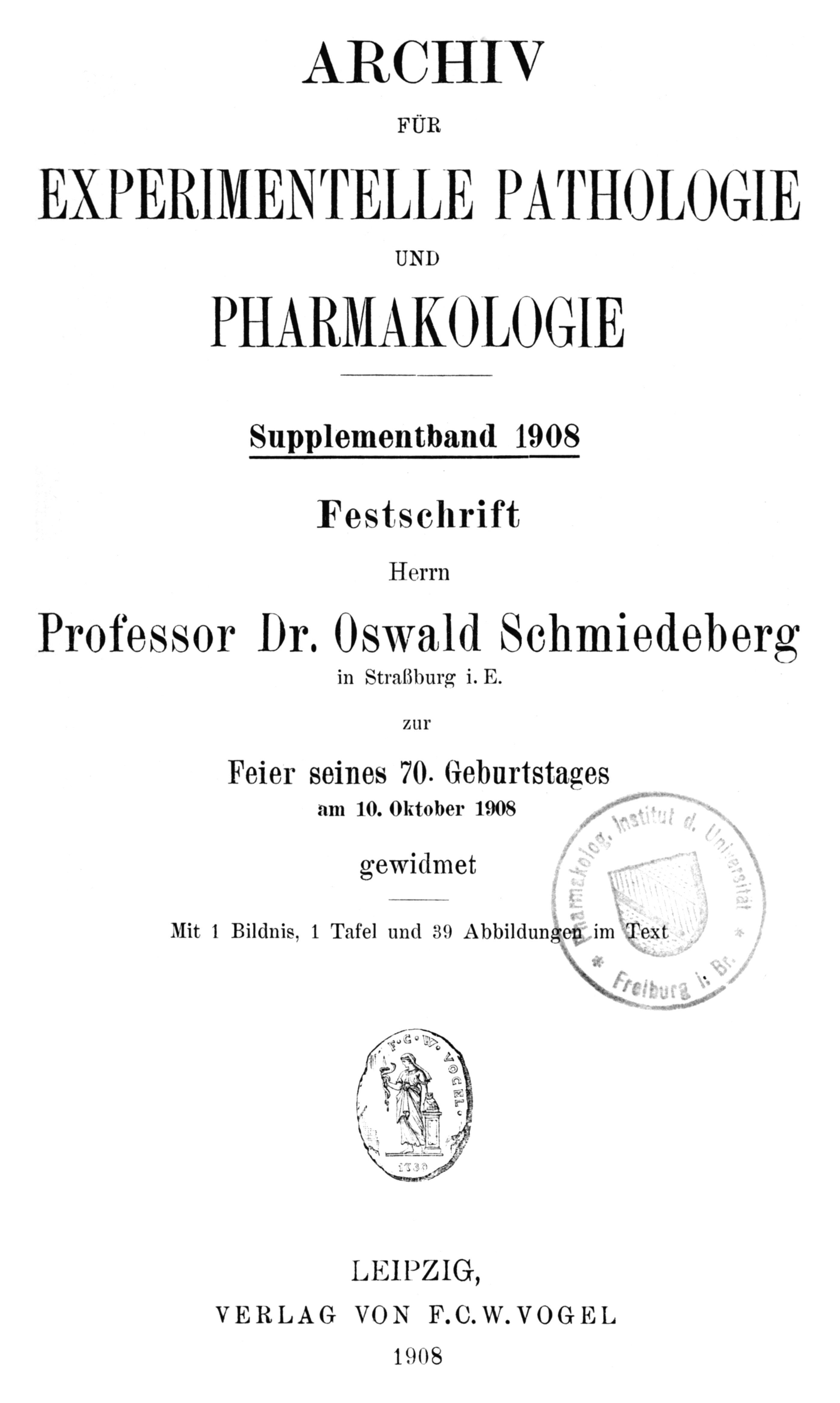
Festschrift zum 70. Geburtstag (1908)

Die Festversammlung zu Schmiedebergs 70. Geburtstag vor seinem Straßburger Institut; Pharmakologieprofessoren in Fettdruck.

Direkte Schüler Schmiedebergs unter den in der Festschrift vertretenen Inhabern von Pharmakologie-Lehrstühlen im (damaligen) deutschen Sprachbereich waren Max Cloetta (1868–1940; Lehrstuhl in Zürich), Edwin Stanton Faust (1870–1928; Lehrstuhl in Würzburg), Rudolf Gottlieb (1864–1924; Lehrstuhl in Heidelberg), Erich Harnack (1852–1915; Lehrstuhl in Halle an der Saale), Arthur Heffter (1859–1925; erster Lehrstuhl in Bern, später Marburg und Berlin), Wolfgang Heubner (1877–1957; erster Lehrstuhl in Göttingen, später Düsseldorf, Heidelberg und Berlin), Carl Jacobj (1857–1944; erster Lehrstuhl in Göttingen, später Tübingen), Alfred Jaquet (1865–1937; Lehrstuhl in Basel) und Hans Horst Meyer (1853–1939; erster Lehrstuhl in Dorpat, später Marburg und Berlin).
Außerdem wurden – nicht in der Festschrift – von den direkten Schülern Schmiedebergs Lehrstuhlinhaber für Pharmakologie Rudolf Kobert (1854–1918; erster Lehrstuhl in Dorpat, später Rostock) und Hermann Wieland (1885–1929; 1920 erster Lehrstuhl in Königsberg, 1925 Ordinarius in Heidelberg).
Eindrucksvoll ist die große Zahl von Autoren außerhalb des deutschen Sprachbereichs, vor allem von Italienern (s. u.). Der US-Amerikaner John Jacob Abel (1857–1938) hatte außer mit Schmiedeberg auch mit Carl Ludwig und Rudolf Boehm zusammengearbeitet. 1891 gründete er in Ann Arbor, Michigan, das erste US-amerikanische Institut für Pharmakologie. 1893 wurde er Professor für Pharmakologie an der Johns Hopkins University in Baltimore, Maryland, und 1909 etablierte er – 36 Jahre nach dem Beginn des Archivs für experimentelle Pathologie und Pharmakologie – das US-amerikanische Journal of Pharmacology and Experimental Therapeutics. Er gilt als der Vater der US-amerikanischen Pharmakologie.
Das Bild zeigt die zur Feier von Schmiedebergs 70. Geburtstag vor seinem Straßburger Institut versammelten Gäste.

### Urteile der Nachwelt
„Schmiedebergs Laboratorium in Straßburg ward bald der Sammelpunkt zahlreicher junger Gelehrten, die ihm aus dem In- und Ausland zuströmten: sie bildeten die Pioniertruppe, die unter seiner Führung die weiten, noch unbebauten Gebiete der Pharmakologie erschließen half. … Gegen vierzig von den pharmakologischen Lehrstühlen des In- und Auslandes waren oder sind gegenwärtig besetzt von seinen unmittelbaren Schülern – ein Erfolg wie ihn von den Lehrern eines theoretischen Faches der Medizin vielleicht nur noch K. Ludwig oder R. Koch erlebt haben. Diese rasche und fruchtbare Entwicklung der Pharmakologie als Wissenschaft und Lehrfach ist zugleich ein Beweis von der allgemein bei den medizinischen Fakultäten durchgedrungenen Einsicht in die Bedeutung und Unentbehrlichkeit pharmakologischer Forschung und Lehre, und von dem erwachten Bedürfnis nach einem physiologischen Verständnis der Arzneiwirkungen sowie experimenteller Begründung ihrer Verwendung. Diese Errungenschaft aber ist zum großen Teil das Werk Schmiedebergs.“
Diesem Urteil Hans Horst Meyers 1922 haben sich Spätere angeschlossen. „While it was Buchheim who established the basic principles of pharmacology, it was Oswald Schmiedeberg who brought world-wide recognition to this discipline. … Schmiedeberg, as a strong personality and eminent scientist, played a decisive role in the establishment of pharmacology as a biological discipline within the academic world. In that respect, Schmiedeberg was not surpassed by any of his contemporaries.“
„Given the favorable environment of Strassburg, Schmiedeberg’s scientific vision, purposeful energy and inspiring leadership produced a veritable outburst of imaginative and successful experimentation that silenced those who had seen no substance in pharmacology. … A bust of Schmiedeberg stands in the pharmacologic institute of the University of Freiburg, but his real memorial is the scientific discipline of pharmacology.“

## Der Mensch
Kein Brief von Schmiedeberg ist überliefert, geschweige denn eine Autobiographie. Jedoch erfahren wir etwas über den Menschen durch Naunyn und Hans Horst Meyer.

### Im Beruf
In seinem Institut, so Naunyn, „in dieser seiner Schöpfung spielte sich sein Leben ab. Nach Vorbereitung daheim auf die Arbeiten des Tages war er in seinem Institut zu finden, um es, nach einer kurzen Unterbrechung durch die Mittagspause, spät abends, in der Regel als der letzte, zu verlassen.“
Meyer über den Stil von Schmiedebergs Schreiben und Sprechen: „Schmiedebergs fachwissenschaftliche Arbeiten zu lesen ist nicht leicht, sein Stil ist bei aller Klarheit und Reinheit der Form doch ungemein streng, die Darstellung sachlich gedrängt; so daß der Leser zu angespannter Aufmerksamkeit und Sammlung genötigt wird. … In der Vorlesung für Studierende gab Schmiedeberg seine Lehre mit großem Ernst, mehr dogmatisch als diskutierend, stets in freier, genau durchdachter Rede; der Vortrag war wie sein Stil nüchtern, gedrungen, sehr inhaltsreich und von überlegenem und sehr bestimmt gefaßtem Urteil; er war deshalb trotz des Verzichtes auf allen Redeschmuck und Glanz immer höchst eindrucksvoll und von nachhaltiger Wirkung. Bei der Erörterung einer wissenschaftlichen oder auch politischen Frage im Gespräch ließ Schmiedeberg sich meiner Erinnerung nach wenig auf weitläufige Widerlegung entgegenstehender Ansichten oder Einwürfe ein, sondern gab in einigen lapidaren Sätzen seiner wohlerwogenen und festgehaltenen Meinung entschiedenen Ausdruck. Es war nicht seine Sache und auch nicht seine Absicht auf fremde Gedankengänge einzugehen – in dieser Einseitigkeit, um nicht zu sagen Starrheit, lag mit ein Teil seiner zielbewußten Kraft und auch seines Erfolges.“

### Im außerberuflichen Leben
Schmiedeberg blieb ledig. Seine Schüler erzählten sich, er habe einmal Heiratsabsichten gehabt und sogar einen Zylinder gekauft. Ein Rivale sei ihm jedoch zuvorgekommen, und der Zylinder sei für den Rest seines langen Lebens auf dem Pflock geblieben. Naunyn schreibt Schmiedeberg eine „strenge, dem Scherz und Humor des Daseins weniger geneigte Lebensanschauung“ zu. Jedoch wandte sich Schmiedeberg sehr wohl und voll Aufmerksamkeit den außer-naturwissenschaftlichen Arealen der Kultur zu.
In Straßburg, schreibt Naunyn, habe er sich schnell eingelebt. „Das alte fruchtbare Kulturland hat es ihm bald angetan, mit seiner Schönheit und seinem Wohlleben. Ausflüge in die benachbarten Gebirge waren damals auf der Tagesordnung und keiner hat mehr wie er diese sonntäglichen Wanderungen durch die Vogesen, viel häufiger durch den weit besser zugänglichen Schwarzwald, gepflegt und genossen. … Eine große Rolle spielten bei diesen Ausflügen auch Zusammenkünfte mit Freunden von benachbarten Universitäten; mit Hüfner (dem Biochemiker Gustav von Hüfner, 1840–1908) in Tübingen und Miescher (s.o.) in Basel sich zu treffen, ergriff Schmiedeberg jede Gelegenheit; der leider früh erfolgte Tod des vornehmen trefflichen Schweizers hinterließ in Schmiedebergs Gemütsleben eine schwer heilende Wunde.
Die Ferien waren der Kunst und seiner Familie im fernen Osten gewidmet. Die Osterferien ging er gern, meist mit Freunden oder Verwandten, nach Süden, auch Griechenland oder Spanien hat er besucht, vor allem aber zog es ihn nach Italien. Viele italienische Pharmakologen waren seine Schüler und bei allen fand er herzlichsten Empfang, Land und Leute waren ihm sympathisch, vor allem aber zog ihn die Malerei der Renaissance an. Auch diese Liebhaberei ‚verdichtete sich‘, um seine eigenen Worte zu gebrauchen, bei ihm zu ernstem Studium; das ihm dann auch daheim seine Muße würdig ausfüllte. Die großen Ferien brachte er gern bei seinem Bruder auf dem Lande in Estland zu. Auch dies ein ‚otium cum dignitate‘, das den Arbeiten des Semesters nicht wenig zugutekam. Was in Straßburg ans Licht trat, war oft dort in der ländlichen Muße konzipiert oder abgeschlossen.“
Ähnlich Meyer: „Schmiedeberg hatte einen empfänglichen Sinn für Geruchs- und Geschmacksgenüsse, aber die höhere Befriedigung gewährte ihm dabei doch das feine verstandesgemäße Unterscheidungs- und Erkenntnisvermögen, das in seiner Anlage vorhanden bewußt geübt und ausgebildet worden. Auch in seinem Verhältnis zur Kunst, namentlich der Architektur und Malerei, für welche Schmiedeberg seit seiner frühen Jugendzeit lebhaftes und tiefes Interesse bekundete, vereinigte sich die unmittelbare Freude des Genusses mit der gründlichen Kennerschaft, die er sich durch oft wiederholte eingehende Studien in den Kunststätten Italiens und Spaniens erworben hatte. Auf der guten und immer wieder auch für alle Naturwissenschaft bewährten Grundlage humanistischer Schulung und Erziehung fußend hat Schmiedeberg sich auch die Hochachtung und das Verständnis der alten Sprachen und ihres Schrifttums bewahrt. In seinen Arbeiten finden sich manngifache Belege seiner geschichtlichen und sprachlichen Quellenstudien, und noch als Achtzigjähriger hat Schmiedeberg in den Schriften der Wissenschaftlichen Gesellschaft in Straßburg (1918) eine eingehende gelehrte und kritische, historisch und sachlich ebenso lehrreiche wie anziehende Abhandlung über die Pharmaka in der Ilias und Odyssee veröffentlicht.“
Das Wort Pharmakon tauche bei Homer zum ersten Mal auf, schreibt Schmiedeberg dort. Da die Pharmakologie als Wissenschaft davon ihren Namen habe, möge es berechtigt sein, die sprachlich und botanisch schon oft erforschten Pharmaka Homers auch pharmakologisch näher zu betrachten. Er behandelt dann nacheinander die Pharmaka zur Wundbehandlung im Trojanischen Krieg; das berühmte Nepenthes der Helena, νηπενθές, „ein Mittel, Kummer zu tilgen und Groll und jeglicher Leiden Gedächtnis“, ohne Zweifel Opium, meint Schmiedeberg; das Pfeilgift von Ephyre, am ehesten eine Nieswurz-Art, meint er; und das Kraut Moly, das Odysseus vor den Zauberkünsten der Kirke schützen soll. Anlässlich des Pfeilgifts fügt er hinzu (1918): „Statt des bescheidenen Giftes von Ephyre, das an Pfeilspitzen haftend gegen Tiere und wohl auch Menschen abgeschossen wurde, werden gegenwärtig ungeheure Massen furchtbarer Gifte, in Bomben und Granaten gefüllt, mit gewaltiger Kraft gegen die Feinde geschleudert. Das ist unzweifelhaft ein großartiger Fortschritt, aber in welchem Sinne?“
Meyer fasst zusammen: „Unerreicht als bahnbrechender und schöpferischer Geist ist uns der Meister in seinem unermüdlichen Eifer, seiner tiefen, auch das Kleinste würdigenden Gewissenhaftigkeit und in der gründlichen Verachtung allen Scheines und aller kleinlichenen Eitelkeit – ist Schmiedeberg in seiner schlichten, einfachen Wirklichkeit uns allen, die wir unter seinen Augen zu arbeiten das Glück hatten, ein Ehrfurcht und Nachfolge gebietendes Vorbild geblieben.“
Wenn auch von einem Freund und einem Schüler gegeben, stimmt diese Charakteristik mit allem überein, was man nach etwa hundert Jahren über Schmiedeberg erfahren kann. Sie stimmt zu Albert Schweitzers Worten über den „verehrten“ Schmiedeberg. Schmiedebergs Fähigkeit zur Freundschaft lässt sich dokumentieren: Er hat nach Friedrich Mieschers Tod dessen wissenschaftliche Hinterlassenschaften herausgegeben.

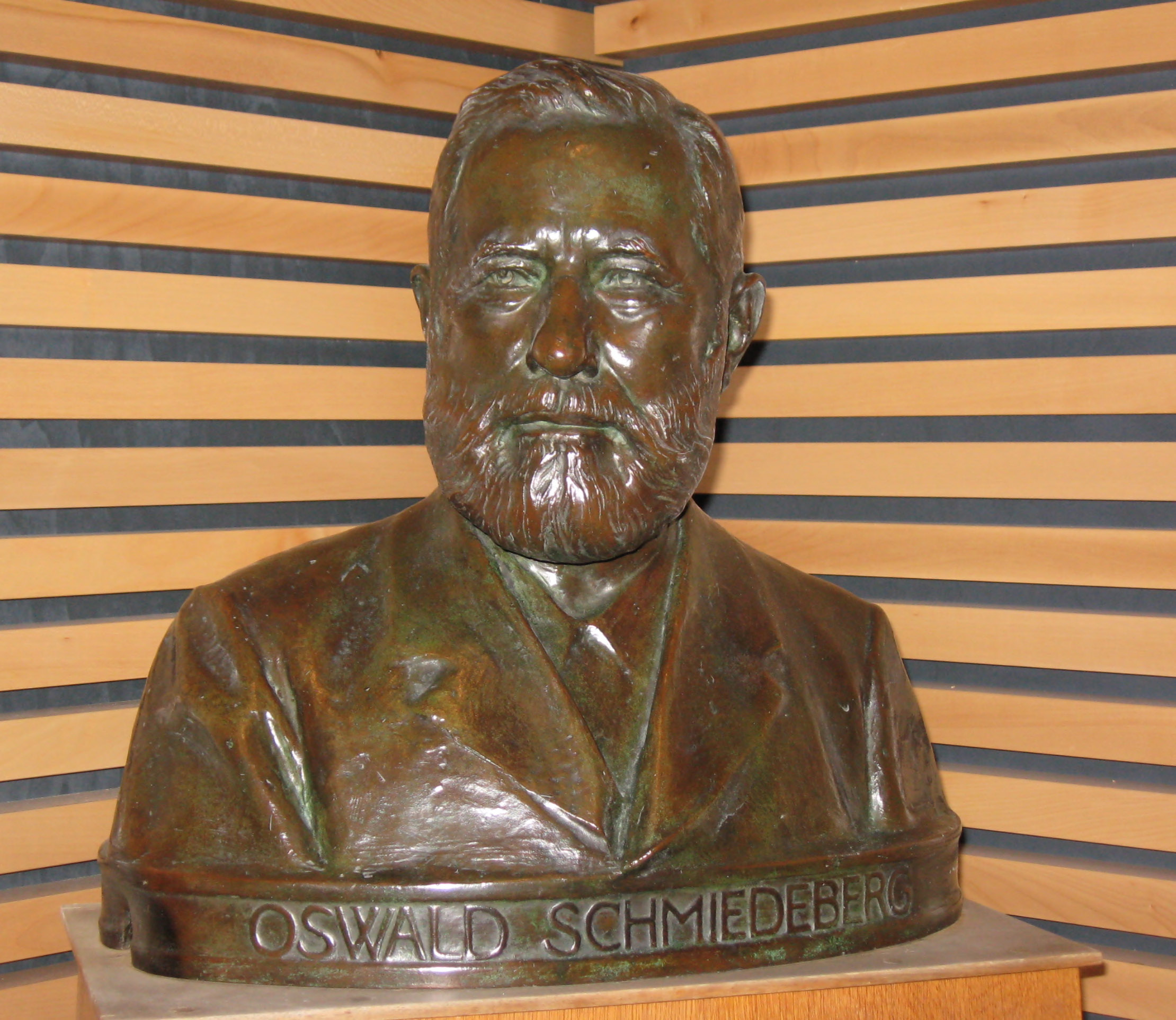
Büste Schmiedebergs im Hörsaal des Otto-Krayer-Hauses der Universität Freiburg im Breisgau

## Ehrungen
Im Jahre 1906 wurde Oswald Schmiedeberg einstimmig zum Ehrenmitglied der Gesellschaft der Ärzte in Wien ernannt.
Erhalten sind die Festschrift und die Büste im Pharmakologischen Institut der Albert-Ludwigs-Universität Freiburg, heute im Freiburger Otto-Krayer-Haus. Erhalten ist die Umbenennung des Archivs für experimentelle Pathologie und Pharmakologie 1925 – als beide gestorben waren – in Naunyn-Schmiedebergs Archiv für experimentelle Pathologie und Pharmakologie.
Die Deutsche Gesellschaft für Experimentelle und Klinische Pharmakologie und Toxikologie verleiht seit 1956 als ihre höchste Ehrung die Schmiedeberg-Plakette.